# 門田為之助
門田 為之助（かどた ためのすけ、天保9年1月15日（1838年2月9日） - 慶応3年11月6日（1867年12月1日））は、幕末の志士。名は克兵衛あるいは実毅。幼名は福太郎。

## 人物
土佐国香美郡山北村の土佐藩郷士・門田宇平の長男として生まれる。
為之助の父・宇平は弘化年間、京都河原町藩邸で勤務していた時に一絃琴を学び、帰国後は小高坂西町で一絃琴の教授を始め、土佐に一絃琴を広めた。門下生には土佐勤王党関係者が多く、坂本龍馬の兄・坂本権平や姉・乙女、勤王党盟約文の起草者・大石弥太郎らも学んでいる。また宇平の門人であった島田勝子の下から人間国宝となる秋沢久寿栄が輩出された。
文久元年（1861年）江戸滞在中であった為之助は大石弥太郎や池内蔵太らと共に水戸藩や長州藩の志士らと交流を持ち、8月に武市半平太が江戸にて土佐勤王党を結成した際は5番目に加盟している。文久2年（1862年）12月11日付の勝海舟の日記に｢当夜、門生門田為之助と近藤長次郎来たる｣とあり、坂本龍馬らと同時期に勝海舟の門下生になっていたことが判明している。為之助は父が京都藩邸勤務時に生まれたため京都の事情に通じ、15代土佐藩主・山内豊信に目を掛けられたと伝わっている。文久3年（1863年）1月頃から侍目付役に任じられ、豊信から「呉竹のうれしきふしも憂きことも過ぐれば同じ夢の世の中」という和歌を下賜されている。
文久3年（1863年）9月、土佐勤王党への弾圧が始まると、為之助は藩庁へ同志の釈放運動を展開し、藩主一門連枝や家老ら有力者に働きかけた。元治元年（1864年）6月13日には同志28名と共に決死の覚悟で南会所へ武市半平太ら同志の釈放などを求める建白書を提出するが、これらの運動は実らず武市半平太は切腹となった。為之助はその後も国事に奔走を続け、慶応2年（1866年）12月には藩命で九州各地を探索し、長崎に赴いた時には坂本龍馬と久々に再会を果たしており、龍馬は「此度、門為参候て海山の咄御国の咄も聞つくし、誠におもしろく奉礪存候」と国許の乙女に手紙で書き送っている。
慶応3年（1867年）11月6日、為之助は労咳の悪化により病没した。